# Asilus pellopygos
Asilus pellopygos är en tvåvingeart som först beskrevs av Lichtenstein 1796.  Asilus pellopygos ingår i släktet Asilus och familjen rovflugor. Inga underarter finns listade i Catalogue of Life.